# 1626
| 1626               |
| ------------------ |
| Dødsfald - Fødsler |
|                    |

| Gregoriansk kalender | 1626 MDCXXVI            |
| Ab urbe condita      | 2379                    |
| Armensk kalender     | 1075 ԹՎ ՌՀԵ             |
| Kinesiske kalender   | 4322 – 4323 乙丑 – 丙寅 |
| Etiopisk kalender    | 1618 – 1619             |
| Jødisk kalender      | 5386 – 5387             |
| Hindukalendere       |                         |
| - Vikram Samvat      | 1681 – 1682             |
| - Shaka Samvat       | 1548 – 1549             |
| - Kali Yuga          | 4727 – 4728             |
| Iransk kalender      | 1004 – 1005             |
| Islamisk kalender    | 1035 – 1036             |

Konge i Danmark: Christian 4. 1588-1648
Se også 1626 (tal)

## Begivenheder
- 6. februar – I La Rochelle sluttes fred mellem de stridende parter i den franske religionskrig mellem huguenotterne og kronen.
- 17. august – Christian 4.s hær lider nederlag til den katolske ligas overfeltherre Johann Tserclaes Tilly i slaget ved Lutter am Barenberg.
- New York grundlægges
- 18. november – Peterskirken i Rom indvies. Byggeriet påbegyndtes i 1506

## Født
- 8. december – Kristina af Sverige
- Johann Melchior Gletle, musiker, har skrevet duetter for nonnegeige, som en af de eneste.
- Oluf Borch, blev i 1660 ordinarius professor philologiæ ved Københavns Universitet.
- Karel Dujardin maler

## Dødsfald
- Francis Bacon, engelsk filosof.